# Bernried am Starnberger See
Bernried am Starnberger See ist eine Gemeinde und ein Pfarrdorf im oberbayerischen Landkreis Weilheim-Schongau.

## Geografie
Bernried liegt in der Region Oberland in leichter Hanglage am Westufer des Starnberger Sees. In der Nähe liegt der Hausstätter Weiher.
Es gibt sieben Gemeindeteile (in Klammern ist der Siedlungstyp angegeben):
- Adelsried (Einöde)
- Bernried (Pfarrdorf)
- Gallafilz (Weiler)
- Hapberg (Weiler)
- Höhenried (Sanatorium)
- Karra (Einöde)
- Unterholz (Weiler)

## Geschichte

### Bis zur Gemeindegründung
Otto und Adelheid von Valley hatten im Jahre 1120 ein Chorherrenstift in Bernried errichtet. Seit 1330 war der Ort Teil einer geschlossenen Hofmark des um 1803 aufgelösten Klosters Bernried.
Im Jahr 1818 wurde Bernried im Zuge der Verwaltungsreformen im Königreich Bayern eine selbstständige politische Gemeinde, die zum Landgericht Weilheim gehörte.

### 20. und 21. Jahrhundert
Das Kloster wurde in ein Schloss im Renaissance-Stil umgestaltet. Die Missions-Benediktinerinnen von Tutzing erwarben es 1949 und verwendeten es als Noviziat bzw. heute als Bildungshaus.
Die Gemeinde Bernried lockte einige Künstler an. 1998 kam es zum Bau des „Buchheim-Museums der Phantasie“ im Hirschgartengelände in Höhenried, das seit 1999 ein großer Anziehungspunkt für Besucher aus aller Welt ist.
Seit dem 1. Januar 2007 trägt die Gemeinde den Namenszusatz „am Starnberger See“.

### Eingemeindungen
Im Zuge der Gebietsreform in Bayern wurden am 1. Mai 1978 Gebietsteile der aufgelösten Gemeinde Haunshofen eingegliedert.

### Einwohnerentwicklung
Zwischen 1988 und 2018 wuchs die Gemeinde von 1684 auf 2348 um 664 Einwohner bzw. um 39,4 %.
| Jahr          | 1840 | 1871 | 1900 | 1925 | 1939 | 1950 | 1961 | 1970 | 1987 | 1991 | 1995 | 2000 | 2005 | 2010 | 2015 | 2020 |
| Einwohnerzahl | 349  | 468  | 540  | 599  | 514  | 1011 | 898  | 1188 | 1630 | 1806 | 1897 | 2015 | 2179 | 2232 | 2251 | 2331 |

## Politik

### Bürgermeister
Erster Bürgermeister ist Georg Malterer (Überparteiliche Freie Wählergruppe). Dieser wurde im Jahr 2020 Nachfolger von Josef Steigenberger (Überparteiliche Freie Wählergruppe), der seit 2002 im Amt war.

### Gemeinderat
Nach der Kommunalwahl am 15. März 2020 hat der Gemeinderat 14 Mitglieder. Die Wahlbeteiligung lag bei 71,0 %. Die Wahl brachte folgendes Ergebnis:
|  | Gemeinderatswahl Bernried 2020Wahlbeteiligung: 71,0 % 3020100 27,524,718,516,67,65,1 ÜFWaBL/GrünebCSUBLdSPDFDPGewinne und Verlusteim Vergleich zu 2014 %p 18 16 14 12 10 8 6 4 2 0 −2 −4 −6 −8−10−7,6+7,9−9,0+16,6−7,3−0,7ÜFWBL/GrüneCSUBLSPDFDPAnmerkungen:a Überparteiliche Freie Wählergruppeb Bernrieder Liste für Mensch und Natur/Die Grünend Bürgerliste | Sitzverteilung im Gemeinderat Bernried 2020Insgesamt 14 Sitze - SPD: 1 - BL/Grüne: 3 - ÜFW: 4 - BL: 2 - FDP: 1 - CSU: 3 |

### Gemeindepartnerschaften
Seit 1991 existiert eine Partnerschaft zwischen der Gemeinde Bernried und der französischen Gemeinde Samoreau, Département Seine-et-Marne (in der Nähe von Fontainebleau, ca. 50 km südlich von Paris). Die beiden Bürgermeister Excoffon und Eberl unterzeichneten am 27. Juli 1991 in Bernried die Partnerschaftsurkunde und weihten feierlich am Seeufer die Samoreau-Promenade ein. Zwischen den beiden Gemeinden findet ein regelmäßiger Austausch statt.

### Wappen
| Wappen von Bechhofen | Blasonierung: „In Gold ein mit fünf silbernen Glocken belegter schwarzer Schrägbalken.“ |
| Wappen von Bechhofen | Wappenbegründung: Die Gemeinde übernahm das alte Wappen des ehemaligen Augustinerchorherrenstifts Bernried, das dem Ort und der Gemeinde den Namen gab und die Geschicke der Gegend als geistliches Zentrum und als Hofmarksherrschaft bis zur Säkularisation 1803 prägte. Das Kloster wurde um 1120 von Graf Otto von Valley gegründet. Die 1238 ausgestorbenen Grafen von Valley sollen dasselbe Wappen, einen mit glockenförmigem Feh (Pelzwerk) belegten Schrägbalken, geführt haben. Für das Augustinerchorherrenstift ist der Glockenfehbalken als Wappen erstmals 1568 belegt. Wappenführung seit 1951. |

## Kultur und Sehenswürdigkeiten

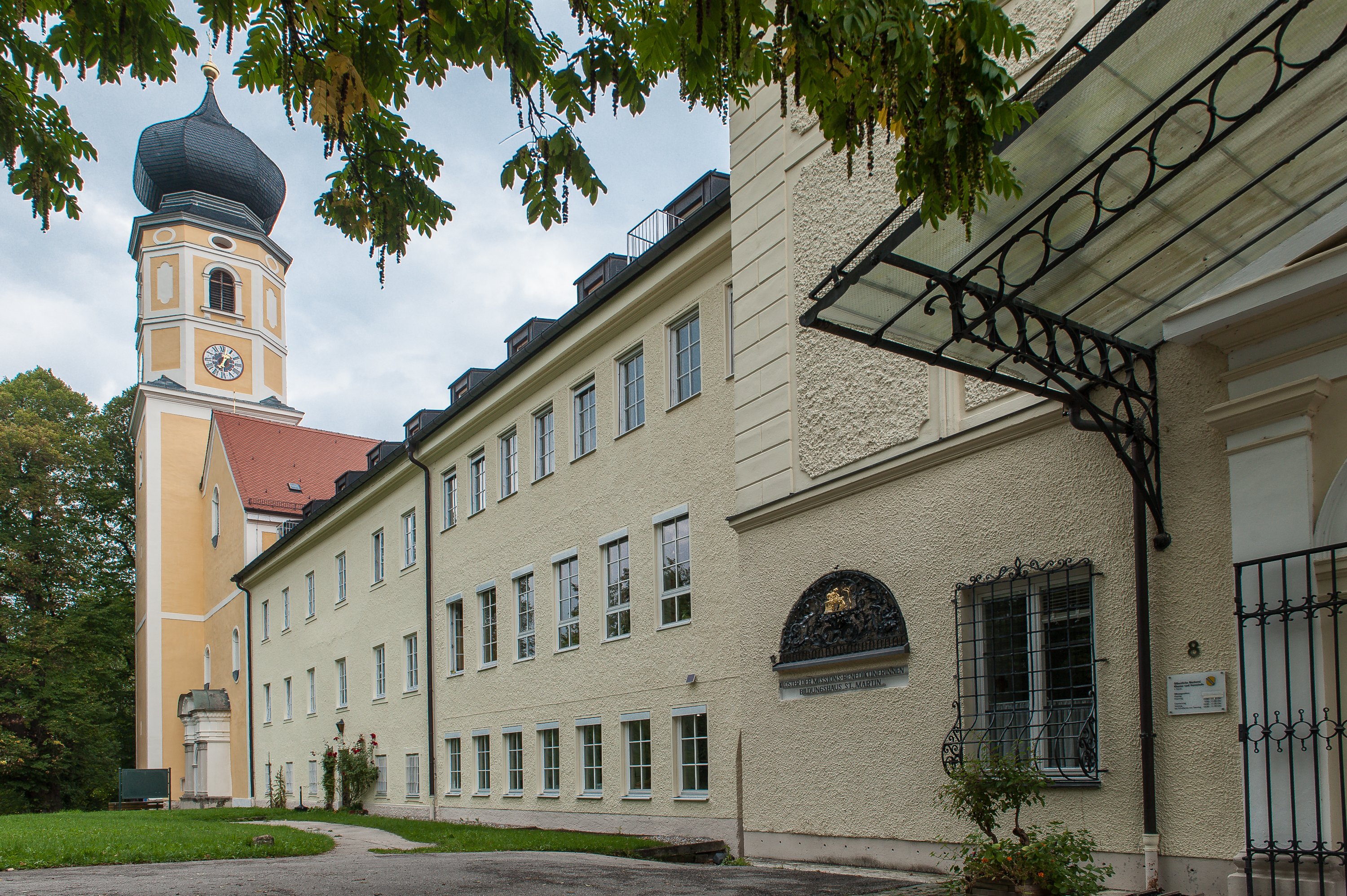
Kloster mit Sankt-Martins-Kirche

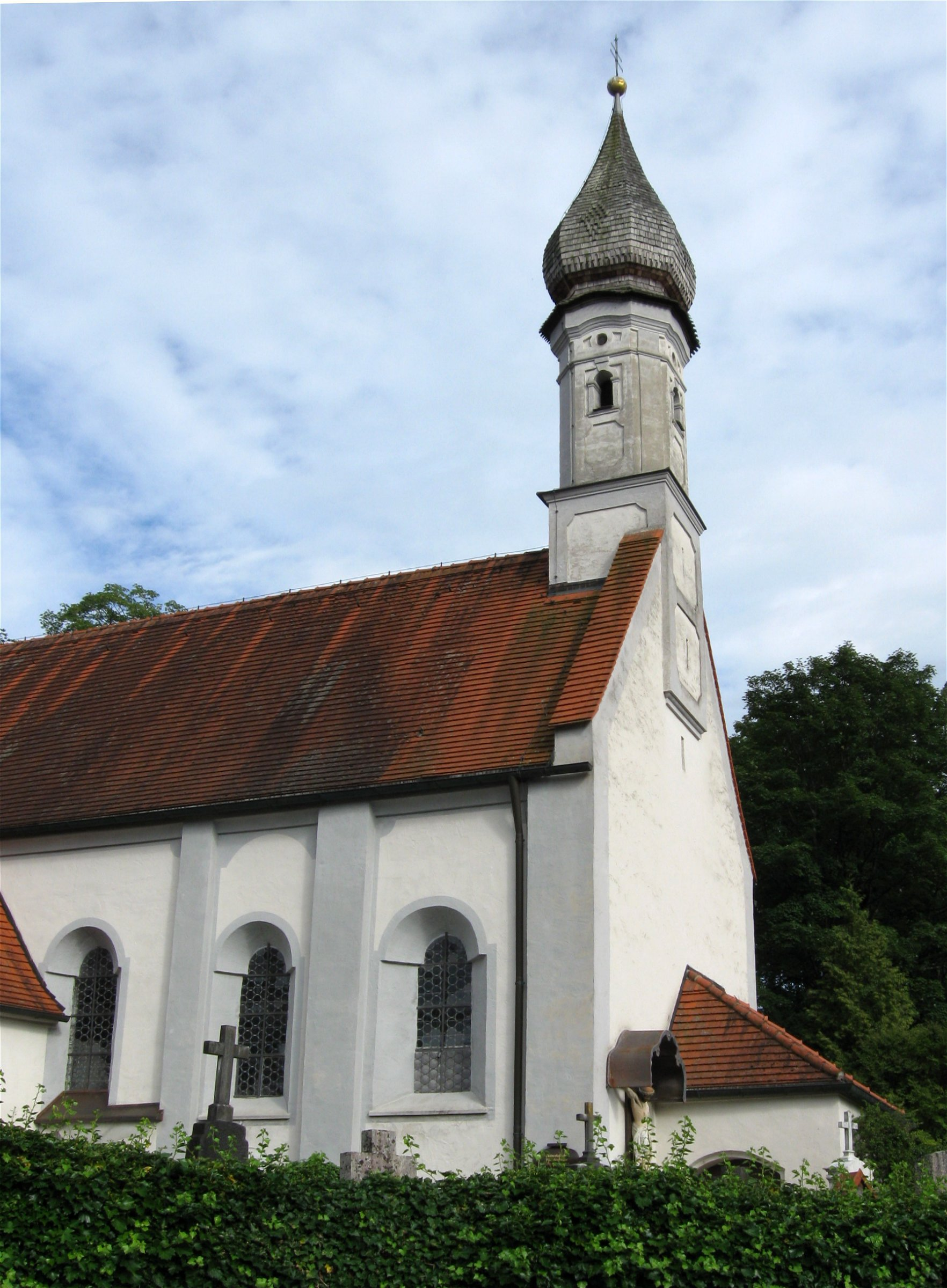
Hofmarkkirche

- Kloster Bernried, ehemaliges Augustinerchorherrenstift, heute Kloster der Missionsbenediktinerinnen
- Katholische Pfarrkirche St. Martin, ehemalige Stiftskirche
- Bernrieder Park (1855 von Carl von Effner angelegt, sehr alter Baumbestand)
- Museum der Phantasie, Kunstsammlung von Lothar-Günther Buchheim (Eröffnung 2001; Juni 2023 bis 5. November 2023 Bilder, Bilder mit Bezug zur Kunstgeschichte (ergänzt um Filmplakate, Originalrequisiten und Filmaufnahmen) von Otto Waalkes.[9][10])
- Schloss Höhenried
- Hofgut
- Haus des Klosterrichters
- Sommerkeller
- Stupperhaus
- Hofmarkskirche
- Klosterhof
- Haus Willroider
- Eiche mit einem Brusthöhenumfang von 8,30 m[11]

## Wirtschaft und Infrastruktur

### Wirtschaft einschließlich Land- und Forstwirtschaft
Im Jahr 2020 gab es im Bereich der Land- und Forstwirtschaft keine, im produzierenden Gewerbe 240 und im Bereich Handel und Verkehr 205 sozialversicherungspflichtig Beschäftigte am Arbeitsort. In sonstigen Wirtschaftsbereichen waren am Arbeitsort 546 Personen sozialversicherungspflichtig beschäftigt. Sozialversicherungspflichtig Beschäftigte am Wohnort gab es insgesamt 916. Im verarbeitenden Gewerbe und im Bauhauptgewerbe gab es jeweils einen Betrieb. Zudem bestanden im Jahr 2016 sechs landwirtschaftliche Betriebe mit einer landwirtschaftlich genutzten Fläche von 400 ha. Davon waren 38 ha Ackerfläche und 362 ha Dauergrünfläche.
Im Süden von Bernried wurden ab 1990 Flächen für Gewerbebetriebe ausgewiesen. Neben traditionellen Handwerksbetrieben haben sich hier mehrere Hochtechnologiebetriebe angesiedelt. So befinden sich etwa sieben Prozent der Biotechnologie-Arbeitsplätze des Großraums München im Bernrieder Gewerbegebiet.
Größter Arbeitgeber der Gemeinde ist die Rehabilitationsklinik Höhenried gGmbH der Deutschen Rentenversicherung Bayern Süd mit den Indikationen Herz-/Kreislauferkrankungen, Orthopädie und Psychosomatik. Bauliche Keimzelle der Klinik ist das Schloss Höhenried.

### Verkehr
Bernried liegt an der Staatsstraße 2063 Starnberg–Tutzing–Seeshaupt und an der Kochelseebahn (München–)Tutzing–Kochel. Der Bahnhof wird mehrmals am Tag von der RB 66 (in Richtung Kochel, bzw. München) angefahren, zudem besteht eine Busverbindung mit dem RVO-Bus 9614 Tutzing–Penzberg. Weiterhin gibt es eine Anlegestelle der Bayerischen Seenschifffahrt.

### Bildung
Im Jahre 2021 gab es folgende Einrichtungen:
- zwei Kindertageseinrichtungen: 196 genehmigte Plätze, 137 betreute Kinder
- eine Volksschule: fünf Lehrerkräfte, 79 Schülerinnen und Schüler
- eine Musikschule: acht Lehrkräfte, 68 Schülerinnen und Schüler

## Persönlichkeiten

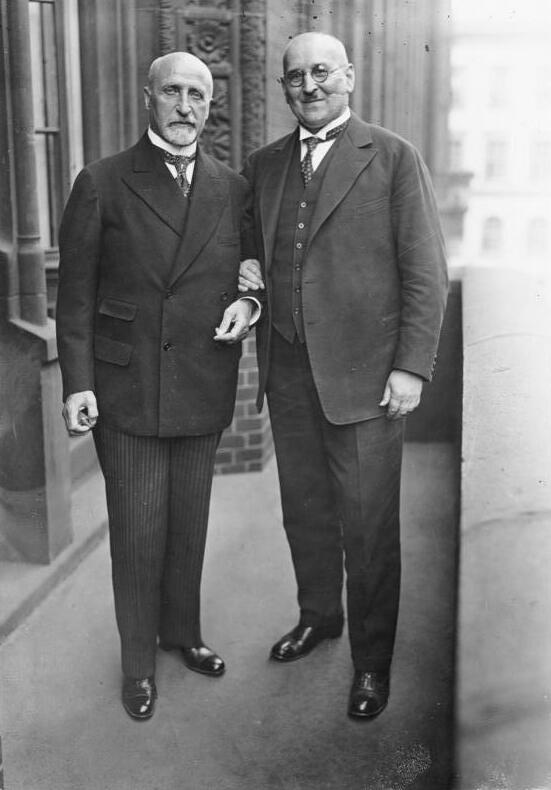
Gustav Böß (rechts) und Karl Seitz (Bürgermeister Wien) 1929

- Gustav Böß (1873–1946), Jurist und Kommunalpolitiker (DDP), 1921–1929 Oberbürgermeister von Berlin, starb in Bernried
- Klaus Breil (* 1945), Politiker (FDP), Bundestagsabgeordneter 2009–2013
- Johann Georg Ettenhofer (1688–1741), Baumeister
- Heiko Folkerts (1930–2007), Architekt, Maler und Hochschullehrer der Technischen Universität München. Er gilt als Pionier des ökologischen Bauens in Deutschland
- Adalbert Holzer (1881–1966), Maler und Illustrator
- M. Eva (Eugenie) Schütz (1899–1950), Missionsbenediktinerin, Märtyrerin von Tokwon[12]
- Roman Wilk (* 1915 Polen; † 2012 in Bernried a. Sta. See) Hauptmann, Freiheitskämpfer geg. Deutsche Ost-Erweiterung im 2. Weltkrieg; Zwangsverpfl. zum Deutschen-Heer; Ostfront; Russische Gefangenschaft; Hier befreit er mit seinen Kameraden Frauen und Kinder; Gemeinsame Flucht nach Südwesten, (Bayern) Bernried. Sanierung eines Bauernhofes; Kooperation mit den Missionsbenediktinerinnen Bernried, in Form von, Landwirtschaft; Aufforstung des W.B.W. Parks